# Агаджанова-Шутко, Нина Фердинандовна
Ни́на Фердина́ндовна Агаджа́нова-Шутко́ (27 октября [8 ноября] 1889, Екатеринодар — 27 декабря 1974 или 14 декабря 1974, СССР) — революционерка, советский сценарист, член Союза кинематографистов СССР.

## Биография
Родилась в Екатеринодаре в семье купца. Её отец-армянин бежал на Кубань из Турции во время гонений 1877—1878 годов.
Окончила 1-ю Екатеринодарскую женскую гимназию. Училась на педагогических курсах в Екатеринодаре, затем на историко-педагогическом факультете Педагогических курсов в Москве.
Член РСДРП с 1907 года, в 1911—1916 годах подвергалась арестам и ссылкам за подпольную революционную деятельность. Получила от сотрудников охранного отделения за свою неуловимость клички «Хитрая» и «Бабочка».
В 1914 году — ответственный секретарь журнала «Работница».
В 1917 году — член Петербургского и Выборгского комитетов партии, депутат Петроградского совета от Выборгского района. Вместе с Марией Выдриной участвовала в организации забастовок и демонстраций металлургических и трамвайных рабочих. Участвовала в захвате тюрьмы «Кресты», встречала В. И. Ленина на Финляндском вокзале и вместе с делегатами Выборгского райкома партии вручала ему партийный билет. В июле принимала участие в работе II Петроградской конференции большевиков. После победы Октябрского восстания назначается управляющей делами Наркомата труда. 
В 1918—1919 годах находилась на подпольной работе в тылу белогвардейских войск — в Новороссийске и Ростове-на-Дону.
В 1920 году — ответственный секретарь Белорусского Военно-революционного комитета.
В 1921—1922 годах вела дела партии в Минске[какие?], работала в советском посольстве в Праге[когда?], а в 1934—1938 годах — в посольстве в Риге.
В кино — с 1924 года.
В течение многих лет была сценаристом-консультантом, редактором и заведующей сценарным отделом на киностудии «Межрабпомфильм», а затем — на киностудии «Союздетфильм».
В связи с 20-летием первой русской революции юбилейная комиссия ВЦИКа поручила Сергею Эйзенштейну поставить фильм «1905 год». Сергей Эйзенштейн предложил Агаджановой-Шутко написать сценарий, и та охотно согласилась. В процессе работы эпизод о «Потёмкине» вырос в самостоятельный сценарий, по которому в 1925 году Эйзенштейн поставил фильм «Броненосец „Потёмкин“».
В 1945—1952 годах занималась педагогической работой (с 1949 года — доцент), преподавала сценарное мастерство во ВГИКе.
Муж — Кирилл Шутко — русский революционер, партийный и государственный деятель. В 1938 году арестован органами НКВД по обвинению в «контрреволюционной деятельности», приговорен к восьми годам заключения, предположительно расстрелян в 1941 году.
Похоронена на Переделкинском кладбище.
Награждена орденами Трудового Красного Знамени (11.07.1956) и «Знак Почёта» (06.03.1950).
Её личное дело случайно попало в материалы охранки, что вызывало подозрения — но благодаря исследованию архивистки З. И. Перегудовой, доброе имя революционерки было восстановлено.

## Фильмография
Режиссёр
- 1929 — Два-бульди-два

Сценарист
- 1925 — Броненосец Потёмкин
- 1925 — В тылу у белых
- 1926 — Красная Пресня (короткометражный)
- 1929 — Матрос Иван Галай
- 1933 — Дезертир